# 福岡良太
福岡 良太（ふくおか りょうた、1985年12月26日 - ）は、日本の作詞家、作曲家、編曲家、音楽プロデューサー。兵庫県出身。所属事務所はavex Banana Jam。

## 略歴
13歳からギターを始めると同時に同級生とバンドを結成。中学生時代からオリジナル楽曲制作を始め、この頃から本格的なレコーディング制作を開始。
2008年、SunMinのアルバム『BRAND NEW GIRl』の「BRAND NEW」で作家としてデビュー。以後、Snow Man、V6、Kis-My-Ft2、Timelesz、WEST.、なにわ男子、 ケツメイシ、刀剣乱舞、GENIC、あんさんぶるスターズ!等、幅広いアーティストに楽曲提供を行っている。また、近年は日本だけの活動に留まらず、海外のプロデューサーやトップライナー達と精力的に制作活動を行っている。

## 提供楽曲
SunMin
- BRAND NEW(作詞)

アイドリング!!!
- Cheering You!!!(作詞・作曲・編曲)[2][3]

ケツメイシ
- 君と出逢って(共作曲・編曲)[2]
- エターナリー(共作曲・編曲)[2]

lol
- boyfriend(共作曲)[2]
- hikari(作詞・作曲)[2] 映画『仮面ライダー平成ジェネレーションズ Dr.パックマン対エグゼイド&ゴーストwithレジェンドライダー』主題歌。

ROOT FIVE
- Don't Look Back!!(共作詞・共作曲・共編曲)[2]

CUBERS
- Mr.COOL!!(作詞・作曲)
- ボクラチューン!!(作詞・作曲・編曲)

GENIC
- サヨナラの理由(共作曲・共編曲) TV『Musicる TV』エンディングテーマ曲[4]
- Chill out!!(共作詞・共作曲[要出典])[5]
- あいたくて(共作曲・共編曲)

ウメジュン(CV：花江夏樹)
- No.1(作詞・作曲・編曲) TVアニメ『ポチっと発明 ピカちんキット』挿入歌[2]

KEVIN(元U-KISS)
- 君と僕の約束(作詞・作曲・編曲)[2]

浦田直也
- UNREAL(共作曲 ※MARIA名義※)
- until we meet again(共作曲 ※MARIA名義※)
- lose youtself(共作曲 ※MARIA名義※)
- 愛してた(共作曲 ※MARIA名義※)
- 本当の恋(共作曲 ※MARIA名義※)
- green(共作曲 ※MARIA名義※)

SECRET NUMBER
- LIKE iT LIKE iT(共作詞担当) TV『全力!脱力タイムズ』 エンデイングテーマ

He & She
- ストロベリーフィールズ(作詞・共作曲)
- ストロベリーフィールズ(She said)[feat.Myuk](作詞・共作曲)

島谷ひとみ
- 月のワルツ(作詞・共作曲)

後藤真希
- BAD BOY(作詞・共作曲・共編曲)

岡田奈々
- この世から僕だけが消えることが出来たら(共作曲 ※MARIA名義※)

菅原りこ
- My restart(共作曲 ※MARIA名義※)

lecca
- 奇跡(共作曲・編曲)

豆柴の大群都内某所 a.k.a MONSTERIDOL
- Bye Bye(共作曲)

BiTE A SHOCK
- 僕らの足跡(作詞・共作曲・共編曲)

ONE LOVE ONE HEART
- 僕らのロードムービー(作詞・共作曲)

SuperBoys
- 約束〜晴れ渡る空の下で〜(共作詞・共作曲・編曲・プロデュース)
- 諦めない心(共作詞・共作曲・編曲・プロデュース)
- 君と過ごした夏(共作詞・共作曲・編曲・プロデュース)
- 全力投球(共作詞・共作曲・編曲・プロデュース)
- Happy Birthday To You(共作詞・共作曲・編曲・プロデュース)

弓ライカ
- 消えないロマンス(共作曲 ※MARIA名義※)

TV『ファンファンキティ!』
- ダ・ダ・ダ・ダンス(作詞・作曲・編曲)

ゲームアプリ『あんさんぶるスターズ!』 PIKAPIKA
- 瞬きSigh⭐︎(共作曲)

ミュージカル『刀剣乱舞』関連：
【江 おんすていじ ぜっぷつあー】
- Honey Love(作詞・共作曲)[6]

【江 おんすていじ ぜっぷつあー りぶうと】
- 36.2℃(作詞・共作曲)

【陸奥一蓮】
- Resist<加州清光・山姥切国広>(作詞・共作曲)[7]

【祝玖寿 乱舞音曲祭】
- BRAVE MIND(作詞・共作曲)

STARTO ENTERTAINMENT関連：
Snow Man
- A PIECE OF CAKE(作詞・共作曲)[8]

Sexy Zone
- CRY(作曲)[2][3]

なにわ男子
- Diary(共作詞・共作曲)[9]

ジャニーズWEST
- Parade!!(作詞)[2]

Kis-My-Ft2
- 友＋情を、くっつけて(作曲・編曲)[2][3]

舞祭組
- 俺とヒーロー(作曲)[2][3]

V6
- Answer(作詞)[2]

美 少年
- 僕らはMysterious(作曲・編曲)

舞台「滝沢歌舞伎2018」
- LAST FOREVER<三宅健>(作詞)